# Saad Al-Abdulá Al-Sálim Al-Sabah
Saad Al-Abdulá Al-Sálim Al-Sabah (en árabe:: سعد العبد الله السالم الصباح Saʿad al-ʿAbdallāh as-Sālim as-Sabāh, 13 de mayo de 1930 - 13 de mayo de 2008) fue el emir de Kuwait desde el 15 al 24 de enero de 2006.
Saad Al-Abdulá Al-Sálim Al-Sabah fue hijo del emir Abdulá Al-Sálim Al-Sabah que reinó en Kuwait entre 1961 y 1965. Con anterioridad a ocupar la jefatura del Estado kuwaití fue primer ministro desde febrero de 1978 hasta julio de 2003. Se convirtió en el monarca kuwaití al producirse el fallecimiento de Yaber Al-Ahmad Al-Yaber Al-Sabah.
Algunas semanas después de ocupar el trono kuwaití, al emir Saad Al-Abdulá Al-Sálim Al-Sabah se le diagnosticó un cáncer de colon. La enfermedad provocó que la Asamblea Nacional de Kuwait decidiese por unanimidad retirar al emir sus prerrogativas como jefe de Estado. Saad Al-Abdulá Al-Sálim Al-Sabah, un día antes, ya había tomado la decisión de abdicar. Al no existir un heredero reconocido, el Consejo de Ministros de Kuwait asumió las funciones de la Jefatura del Estado y recomendó a la Asamblea Nacional de Kuwait que el primer ministro Sabah Al-Ahmad Al-Yaber Al-Sabah fuese proclamado emir, recomendación que finalmente fue aceptada.
Después de un largo período de enfermedad, Saad Al-Abdulá Al-Sálim Al-Sabah falleció a causa de un infarto el 13 de mayo de 2008 en la ciudad de Kuwait.

## Títulos y tratamientos
Esta tabla aún no está actualizada. Puedes contribuir aportando información sobre títulos y tratamientos de esta persona.

## Distinciones honoríficas

### Distinciones honoríficas kuwaitíes
- Soberano Gran Maestre de la Orden de Mubarak el Grande.
- Soberano Gran Maestre de la Orden de Kuwait.
- Soberano Gran Maestre de la Orden de la Defensa Nacional.
- Soberano Gran Maestre de la Orden de la Distinción Militar.

### Distinciones honoríficas británicas
- Caballero comendador de honor de la Orden de San Miguel y San Jorge (12/02/1979).

| Predecesor: Yaber Al-Ahmad Al-Yaber Al-Sabah | Emir de Kuwait 2006 (15 – 24 de enero) | Sucesor: Sabah Al-Ahmad Al-Yaber Al-Sabah |